# Iguanacolossus
Iguanacolossus är ett utdött släkte av iguanodonter från yngre krita för mellan 125 och 100 miljoner år sedan.
Dess namn betyder "kolossal leguan", på grund av att dess fossil när man upptäckte den 2010, indikerar att det har kommit ifrån ett enormt djur. Det man fann från arten är bland annat svanskotor, tarmben, några bitar av skallen och ryggkotor. Djuren var omkring 9 meter långa och hade en robust kroppsbyggnad. Precis som de flesta iguanodonter var Iguanacolossus en växtätare och levde troligen i hjordar. 